# Габон на Чемпіонаті світу з водних видів спорту 2015
Габон взяв участь у Чемпіонаті світу з водних видів спорту 2015, який пройшов у Казані (Росія) від 24 липня до 9 серпня.

## Плавання
Габонські плавці виконали кваліфікаційні нормативи в дисциплінах, які наведено в таблиці (не більш як 2 плавці на одну дисципліну за часом нормативу A, і не більш як 1 плавець на одну дисципліну за часом нормативу B):
Чоловіки
| Спортсмен      | Дисципліна          | Попередній заплив | Попередній заплив | Півфінал        | Півфінал        | Фінал           | Фінал           |
| Спортсмен      | Дисципліна          | Час               | Місце             | Час             | Місце           | Час             | Місце           |
| -------------- | ------------------- | ----------------- | ----------------- | --------------- | --------------- | --------------- | --------------- |
| Маль Амбонгіла | 50 м вільним стилем | 29.25             | 110               | Завершив виступ | Завершив виступ | Завершив виступ | Завершив виступ |
| Маль Амбонгіла | 50 м батерфляєм     | 35.30             | 80                | Завершив виступ | Завершив виступ | Завершив виступ | Завершив виступ |